# 나가하라촌 (시가현)
나가하라촌(永原村)은 시가현 니시아자이군·이카군에 설치되었던 촌이다. 현재의 나가하마시 북서부에 해당한다.